# 各務原浄水公園

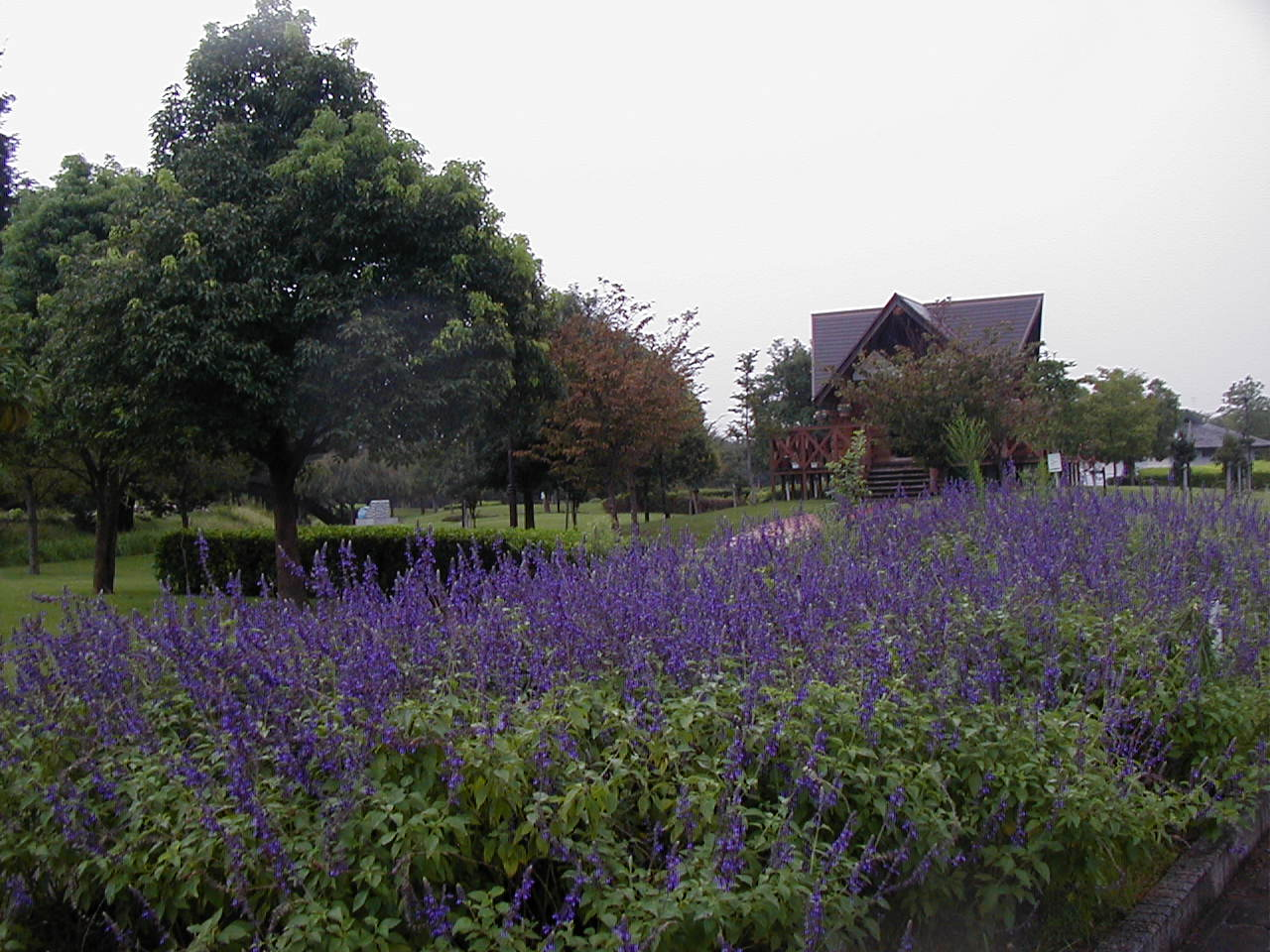
各務原浄水公園

各務原浄水公園（かかみがはらじょうすいこうえん）は、財団法人岐阜県浄水事業公社が管理する各務原浄化センター内の公園。
下水処理場のイメージを一新し、四季を通して色とりどりの花が数多く見られ、スポーツ施設や広大な芝生広場などがある。

## 施設内容
- 野外施設

（1） 野外ステージ
（2） ディキャンプ場
3 管理本館
4 ジョギングコース
- 公園施設

5 ふれあい広場
6 のんびり広場
7 四季の森
8 覆蓋上部公園
- 運動施設

（9）  ゲートボール場
（10） テニスコート
（11） 野球場
（12） サッカー場
- 申し込み

（ ）のついている施設を使用するには、浄水事業公社への申し込みが必要。
平日：9時～17時
管理本館2Fの施設利用窓口
- その他公園施設については、年末年始を除く　6時～21時まで使用可能。

## 住所
- 岐阜県各務原市前渡西町1521

## 駐車場
- 無料

## アクセス
- 各務原市ふれあいバス

稲羽線「前渡西町」バス停より徒歩で約10分。
- 自動車

東海北陸自動車道「岐阜各務原IC」から4km、約10分。

## 公園周辺
- 仏眼院（矢熊山）
- 岐阜かかみがはら航空宇宙博物館
- 各務原リバーサイド21
- 前渡猿尾堤
- 各務原市南産業会館
- 木曽川前渡南公園